# دئوکالیون ۵۳۳۱۱
سیارک ۵۳۳۱۱ (به انگلیسی: 53311 Deucalion، نامگذاری:1999HU11) پنجاه و سه هزار و سیصد و یازدهمین سیارک کشف شده‌است که در ۱۸ آوریل ۱۹۹۹ کشف شد.